# Peter Hackmair
Peter Hackmair (Vöcklabruck, 26 giugno 1987) è un ex calciatore austriaco, centrocampista.

## Carriera

### Club
Ha giocato nella prima divisione austriaca.

### Nazionale
Ha partecipato ai Mondiali Under-20 del 2007.

## Palmarès

### Club

#### Competizioni nazionali
- Coppa d'Austria: 1

Ried: 2010-2011